# Alan Cathcart (3e comte Cathcart)
Alan Frederick Cathcart, 3e comte Cathcart (1828-1905) est un riche propriétaire terrien et écrivain sur l'agriculture,,,. Cathcart introduit le terme «ornithologie économique» à une époque où il y a un débat public pour savoir si le moineau anglais est un ravageur ou un ami du fermier.

## Biographie
Alan Frederick Cathcart fait ses études à Édimbourg à la Scottish Naval and Military Academy, fondée en 1825 et fermée en 1869. Il s'enrôle dans l'armée britannique au Canada en tant que membre des Royal Welsh Fusiliers. Il est colonel honoraire du 1st Volunteer Battalion Yorkshire Regiment, aide à lever le bataillon et reçoit la décoration des officiers volontaires,. Après son mariage, il démissionne de l'armée et se consacre à l'agriculture et aux affaires du comté du Yorkshire. Cathcart est président de la Royal Agricultural Society en 1872-1873. Il possède 5554 acres.
Le 2 avril 1850, Cathcart épouse Elizabeth Mary (1831-1902), la fille aînée et héritière de Samuel Crompton (1er baronnet). Ils ont cinq fils et six filles. En 1894, il reçoit un LL. D. honorifique par l'Université de Cambridge.